# فابری (دهانه)
فابری یک دهانه برخوردی در ماه‌ است.

## دهانه‌های اقماری
این دهانه ۲ دهانه اقماری دارد.
| Fabry | عرض جغرافیایی | طول جغرافیایی | قطر          |
| ----- | ------------- | ------------- | ------------ |
| H     | ۴۱.۹° N       | ۱۰۵.۲° E      | ۳۷.۰ کیلومتر |
| X     | ۴۹.۰° N       | ۹۶.۷° E       | ۲۸.۰ کیلومتر |